# 詹姆斯·瓦塔納

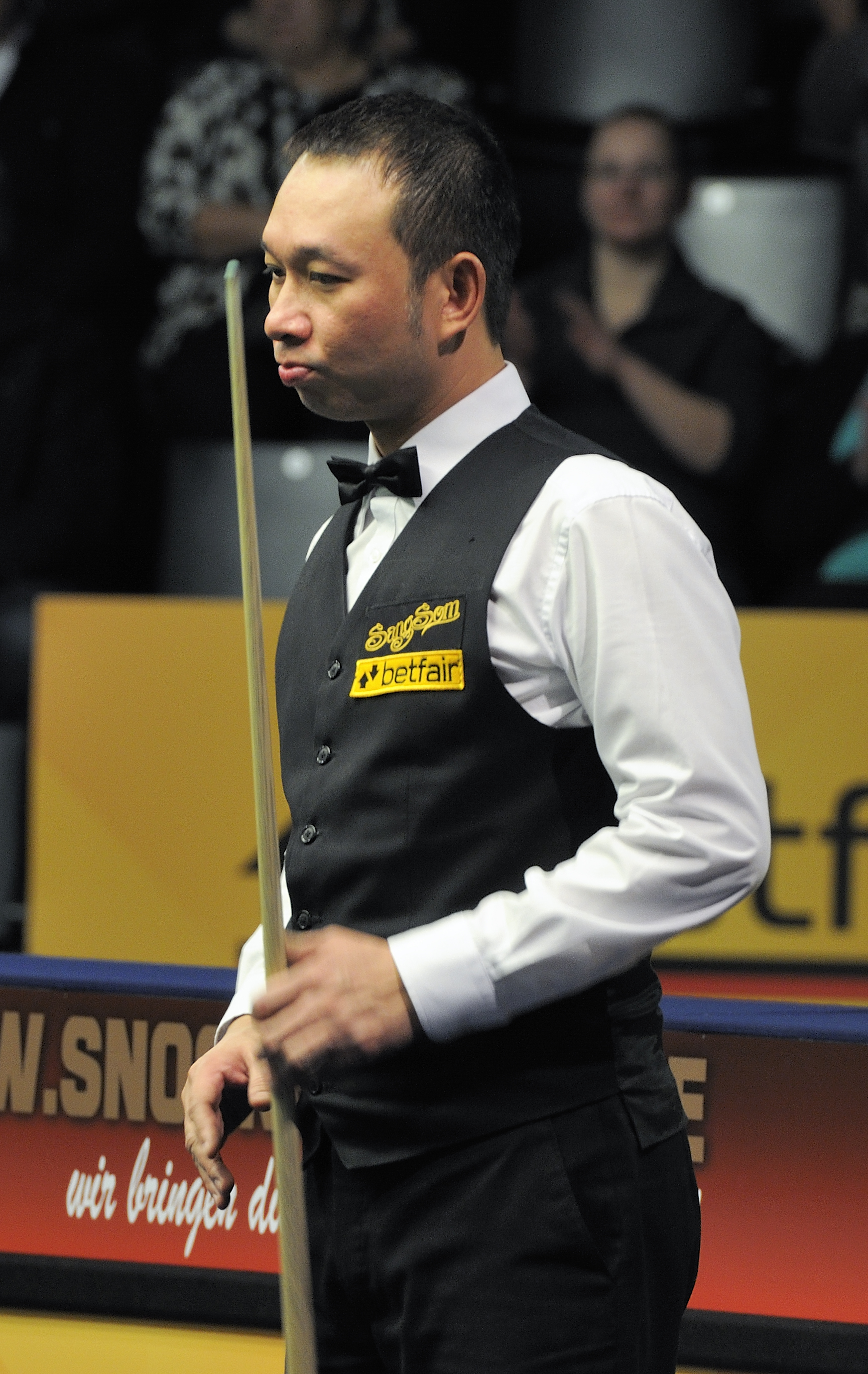

詹姆斯·瓦塔納（1970年1月17日—），是泰國職業司諾克選手。
他的職業生涯主要成就為三個排名賽的冠軍，即1992年的斯特朗公開賽以及1994年和1995年的泰國公開賽。他還曾兩次進入世界錦標賽的半決賽，即1993年和1997年。他的最佳世界排名是1994-95賽季的第3名。他有三次獲得147分，其中1992年那次是在6分9秒內完成。